# Propionsäureisobutylester
Propionsäureisobutylester ist eine chemische Verbindung aus der Gruppe der Carbonsäureester.

## Vorkommen
Propionsäureisobutylester wurde in Apfelsaft, Aprikosen, Melonen, Käse, Hopfenöl, Rum, Cidre, Pilzen, Bourbon-Vanille und Affenorangen nachgewiesen.

## Gewinnung und Darstellung
Propionsäureisobutylester kann durch Reaktion von Isobutylalkohol mit Propionsäure in Gegenwart von Schwefelsäure oder anderen Katalysatoren gewonnen werden.

## Eigenschaften
Propionsäureisobutylester ist eine farblose Flüssigkeit mit süßlichem Geruch, die schwer löslich in Wasser ist.

## Verwendung
Propionsäureisobutylester wird als Aromastoff (zum Beispiel als Rumaroma) verwendet.

## Sicherheitshinweise
Die Dämpfe von Propionsäureisobutylester können mit Luft ein explosionsfähiges Gemisch (Flammpunkt 31 °C, Zündtemperatur 435 °C) bilden.